# Bernardo Bertolucci

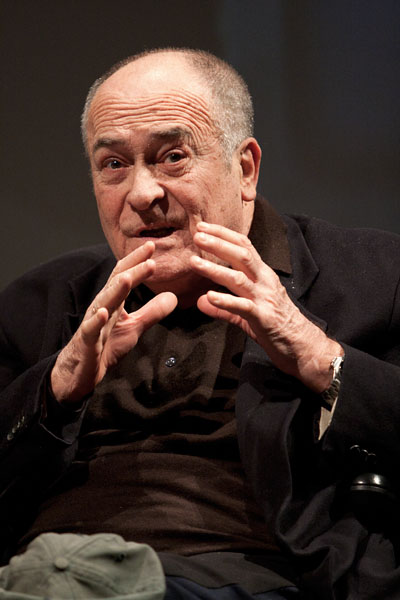
Bernardo Bertolucci (2011)

Bernardo Bertolucci (* 16. März 1941 in Parma; † 26. November 2018 in Rom) war ein italienischer Filmregisseur. Zwischen 1962 und 2012 inszenierte er 16 Spielfilme. Sein dem Geheimnis verpflichteter Erzählstil war oft opernhaft und melodramatisch und ließ Mehrdeutigkeiten viel Raum. Bertolucci inszenierte vielfach mit Bezugnahmen auf Musik, Malerei und Literatur. Zu seinen meistbeachteten Werken gehören Der große Irrtum/Der Konformist, Der letzte Tango in Paris, 1900 (Novecento) sowie Der letzte Kaiser.

## Leben

### Herkunft und Jugend
Bertolucci wurde Anfang der 1940er Jahre in der Emilia-Romagna geboren. Die Familie wohnte außerhalb Parmas im ländlichen Dorf Baccanelli, wo er viel Kontakt mit Bauernkindern hatte. Seine Mutter war Lehrerin für Literatur, der Vater Attilio war ein landesweit bekannter Dichter und lehrte Kunstgeschichte. Bertolucci kam noch vor dem Schulalter mit Poesie in Berührung, die er alltäglich vermittelt bekam, denn die Gedichte des Vaters rankten sich oft um die häusliche Umgebung. Mit sechs Jahren begann Bernardo Gedichte zu schreiben.
Daneben war der Vater als Filmkritiker für die Gazzetta di Parma tätig und fuhr regelmäßig nach Parma, um sich Filme anzusehen, über die er schreiben sollte. Oft nahm er Bernardo mit, der daraufhin „Parma“ mit „Kino“ gleichsetzte. Mit 15 Jahren drehte er zwei 16-mm-Amateurkurzfilme.
Als die Familie nach Rom umzog, verlor er die Bezugspunkte und fühlte sich entwurzelt. Er hatte es nun mit Kindern aus dem Kleinbürgertum zu tun: „Was als gesellschaftlicher Aufstieg gedacht war, erlebte ich als Herabstufung des Lebenswandels, denn schließlich haben die Bauern etwas Älterhergebrachtes und daher Aristokratischeres als das Kleinbürgertum.“ In den ersten Jahren in Rom habe er die Stadt abgelehnt. Zum Freundeskreis der Familie zählte dort der Dichter und spätere Filmemacher Pier Paolo Pasolini. Der Vater arbeitete für einen Verleger und half Pasolini 1955, dessen ersten Roman und danach auch Gedichte zu veröffentlichen.
Als Belohnung für den erfolgreichen Schulabschluss durfte Bertolucci 1959 einen Monat in Paris verbringen, wo er öfter die Cinémathèque française aufsuchte. Mit zwanzig habe er den Eindruck gehabt, es sei selbstverständlich, Filme zu drehen. Er brach sein Literaturstudium an der Universität Rom ab und wurde Regieassistent bei Pasolinis Erstling Accattone. Da Pasolini als Literat im Film unerfahren war und sich dessen Ausdrucksmittel erst aneignen musste, hatte Bertolucci dabei das Gefühl, der „Geburt der filmischen Sprache“ beizuwohnen. Im Jahr darauf veröffentlichte Bertolucci den Gedichtband In cerca del mistero und erhielt dafür bei einem der angesehensten Literaturpreise Italiens, dem Premio Viareggio, die Auszeichnung in der Sektion für das beste Erstlingswerk. Dennoch wandte er sich endgültig von der Schriftstellerei ab.

### Familie und Privatleben

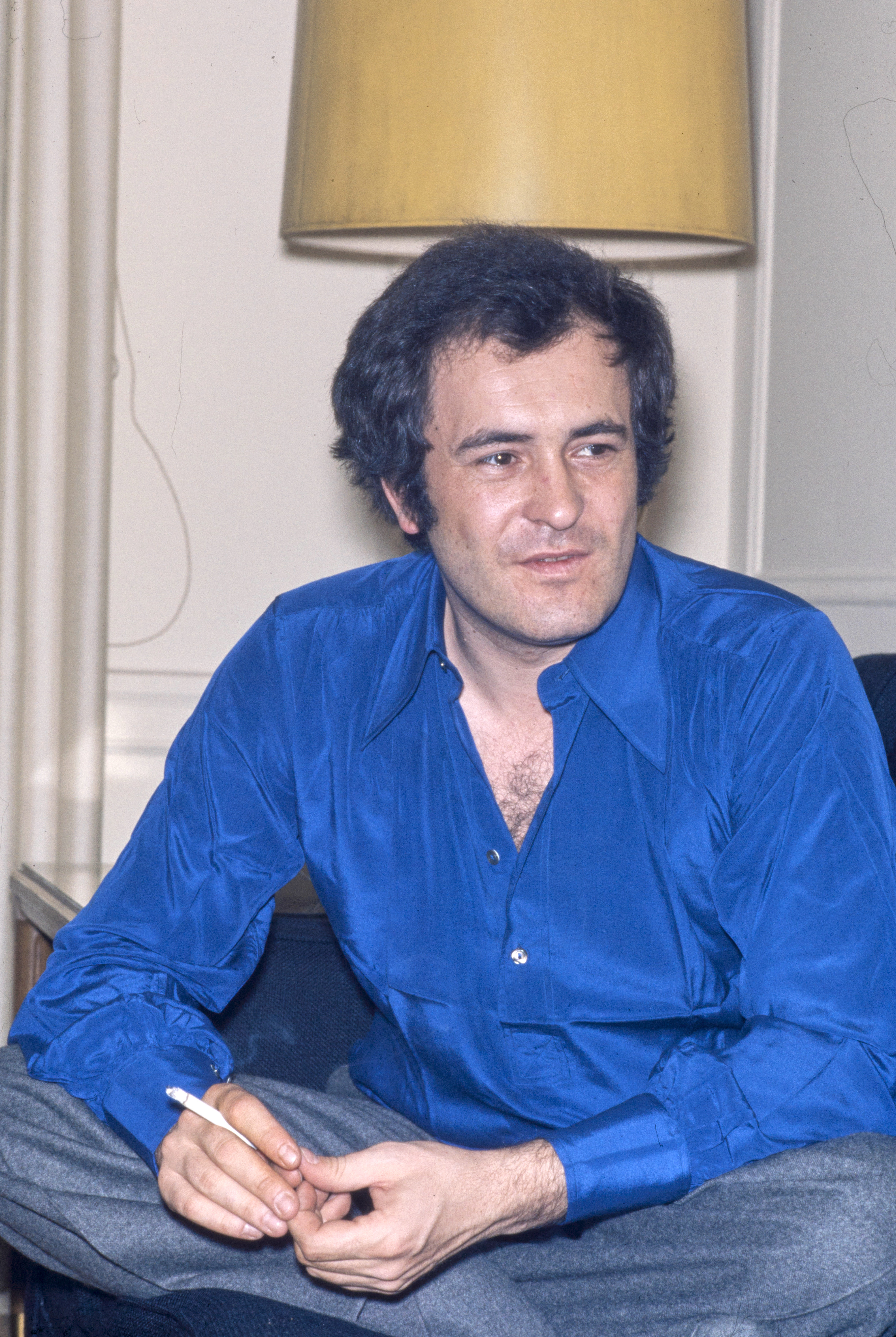
Bernardo Bertolucci (1971)

Bernardos jüngerer Bruder Giuseppe war Theaterregisseur. Sein Cousin Giovanni ist Filmproduzent und hat diese Funktion bei einigen seiner Filme wahrgenommen. Bernardo Bertolucci lernte bei der Entstehung von Accattone Adriana Asti kennen, die für die nächsten Jahre seine Lebensgefährtin wurde. Sie spielte in seinem zweiten Spielfilm Vor der Revolution die weibliche Hauptrolle. 1980 heiratete er die britische Drehbuchautorin Clare Peploe.
Bertolucci litt viele Jahre unter Rückenproblemen. Eine misslungene Bandscheibenoperation zwang ihn ab 2003 in den Rollstuhl. Dadurch wurde er der schlechten Situation für Rollstuhlfahrer in Rom gewahr, u. a. dadurch, dass dort viele öffentliche Gebäude nicht barrierefrei sind.
2012 rief er eine Kampagne zur Verbesserung der Lage ins Leben.
Er erkrankte an Krebs, an dessen Folgen er am 26. November 2018 im Alter von 77 Jahren in Rom starb.

### Politische Haltung
Wie mehrere andere bedeutende italienische Filmregisseure auch, etwa Pasolini, Visconti und Antonioni, bekannte sich Bertolucci zum Marxismus. Er erzählte, dass er von Kindheit an Kommunist gewesen sei, als er viel Zeit unter Bauern verbrachte. Zunächst aus sentimentalen Gründen; als die Polizei eines Tages einen Kommunisten erschoss, habe er sich für deren Seite entschieden. Er trat jedoch erst 1968 der Kommunistischen Partei bei. Trotz der marxistischen Einstellung sprach er sich für Individualismus aus. „Die wichtigste Entdeckung, die ich nach den Ereignissen vom Mai 1968 machte, war, dass ich die Revolution nicht für die Armen gewollt hatte, sondern für mich. Die Welt hätte sich für mich ändern sollen. Ich entdeckte den individuellen Aspekt politischer Revolutionen.“ Er grenzte sich von jenen unter den Marxisten ab, die dem Volk dienen wollen, und fand, es sei dem Volk am besten gedient, wenn er sich selber diene, denn nur dann könne er Teil des Volkes sein. Kino, auch politisches, habe keine politischen Auswirkungen. Ende der 1970er Jahre sprach er von Schuldgefühlen, sich nicht genügend am Leben der Partei zu beteiligen.

## Schöpferischer Ansatz und Stil
Zu Beginn seines filmischen Schaffens postulierte Bertolucci: „Ich sehe keinen Unterschied zwischen Kino und Gedichten. Damit meine ich, dass es von der Idee zum Gedicht keine Vermittlung gibt, so wie keine zwischen einer Idee und einem Film besteht.“ Bereits die Idee selbst müsse poetisch sein, sonst könne keine Poesie entstehen. Später schwächte er diese Aussage ab, indem er postulierte, der Film sei dem Gedicht näher als dem Roman.
Als er im Alter von 15 Jahren mit einer 16-mm-Kamera bei den Bauern eine traditionelle Schweineschlachtung filmte, stach der Schlachter am Herz vorbei und das toll gewordene Tier entwand sich. Es rannte blutend über den verschneiten Hof, was selbst in Schwarzweiß imposant erschien und in ihm die Überzeugung weckte, beim Drehen dem Zufall so viel Raum wie möglich zu gewähren. Die Drehbücher betrachtete er nur als Skizzen, die er beim Drehen ebenso an die Schauplätze anpasste wie an die Darsteller, die sich nicht in die geschriebenen Figuren verwandeln sollten.
Der visuelle Stil seiner Filme ist gekennzeichnet von langen Kamerafahrten und sehr bewusst gestalteten Farben. Bildausschnitte und Kamerabewegungen legte er als Bestandteil seines Regiestils, seiner persönlichen „Handschrift“ jeweils selbst fest. Sein langjähriger Kameramann Vittorio Storaro, zwischen 1969 und 1993 an acht Werken beteiligt, war nur für die Beleuchtung zuständig. Typisch für Bertoluccis Erzählstil sind Bezüge zu Werken der Malerei, der Oper, der Literatur und des Films oder Zitate daraus. Der Vorspann einiger seiner Filme besteht aus der Einblendung eines oder mehrerer Gemälde. Sämtliche Filme bis 1981 enthalten eine Tanzszene, von denen manche der Handlung eine neue Wendung geben. Die Tänze drücken politische oder sexuelle Konflikte aus, dabei stehen ausgelassener Freudentaumel und strenger Regelgehorsam einander gegenüber. Häufig wird sein Stil als der Oper verwandt beschrieben, weil er deren zur Schau gestellte Melodramatik und musikalische Lyrik anklingen lässt und ganze Handlungen von Verdi-Opern inspiriert sein können.
Das Singen von Arien und andere Anspielungen auf Verdi dienen als ironischer Kommentar zum Geschehen. Seine Filme fallen in die unterschiedlichsten Genres, wenn der Genre-Begriff überhaupt angemessen ist. Die Schlüsse seiner Werke sind, zum Missfallen vieler Zuschauer, meist offen, „Rückzüge, Auflösungen ins Unwirkliche, um keinen Punkt setzen zu müssen.“ Die vordergründige Handlung ist von untergeordneter Bedeutung, sofern sie im Einzelnen überhaupt nachvollziehbar ist.

## Inhaltliche Schwerpunkte
Autobiografische Elemente haben häufig Eingang in Bertoluccis Filme gefunden; dennoch entwickelte er Drehbücher oft mit Koautoren. Er gewährte unzählige Gespräche, bevorzugt mit Filmfachzeitschriften, in denen er seine Werke und seine darin verfolgten Absichten erklärte. Oft zeigte er die Einflüsse in seinen Filmen auf, solche aus der Kunst wie aus seinem persönlichen Leben und aus seiner Psychoanalyse. Er bemühte sich, als Autor seiner Filme wahrgenommen zu werden.

### Mehrdeutigkeit
In Mehrdeutigkeiten, Widersprüchen und Paradoxa sah Bertolucci etwas Positives, weil Freiheit total sein müsse, sogar wenn dies zu inkohärenten Haltungen führe. „Wir sollten gegen das arbeiten, was wir gemacht haben. Man macht etwas, dann widerspricht man dem, dann widerspricht man dem Widerspruch und so weiter. Lebendigkeit entsteht genau kraft der Fähigkeit, sich selber zu widersprechen …“
Der Titel seines einzigen veröffentlichten literarischen Werks, des Gedichtbandes In cerca del mistero, bedeutet „Auf der Suche nach dem Geheimnis“. Diese Suche zog sich durch sein ganzes filmisches Schaffen. Er bewegte sich sowohl in der erfahrbaren Welt wie auch im Traum, lotete die Beziehung zwischen Vergangenheit und Gegenwart aus, zwischen dem, was man ist, und dem, was man zu sein hat. „Er jongliert zwischen den Genres, Stilen und Theorien und mischt zu jedem Spiel die Karten aufs Neue.“ Er spielte mit allen Formen, meidet Einförmigkeit und versucht beständig Neues, das erstaunt und befremdet.
Er wollte für sein Publikum möglichst unvorhersehbar sein und es überraschen, wie er auch sich selbst von Werken anderer gerne überraschen ließ. Überzeugt, dass ein Film erst durch den Zuschauer vollendet werde, hielt er jede Deutung eines Werkes für richtig. Bertolucci war Kosmopolit, was sich insbesondere in seinen internationalen Großproduktionen ausdrückte, die auf vier Kontinenten spielten. „Bertoluccis Protagonisten sind Gefangene, die aus ihrer Heimat ausbrechen können, aber noch in der Fremde Gefangene ihrer Sehnsucht werden.“

### Identität und Doppelgängermotiv
In mathematischen Größen wäre sein Werk durch die Zahl 2 am besten umschrieben, geometrisch durch die Ellipse, die statt eines einzigen Zentrums deren zwei hat. Der Zuschauer, gewohnt seine Aufmerksamkeit auf einen Punkt zu richten, ist gezwungen, zwei Zentren zu beachten. Bertolucci stellte häufig Identitäten infrage; wiederholt tauchen die Motive der Schizophrenie, gespaltener Persönlichkeiten und des Doppelgängers auf. So manche Figuren führten parallele Leben oder wurden vom selben Schauspieler verkörpert. Am offensichtlichsten ist das Prinzip in Partner, das auf Dostojewskis Roman Der Doppelgänger basiert. Auch in der Strategie der Spinne spielt derselbe Darsteller zwei Rollen, Vater und Sohn. Die beiden Figuren Olmo und Alfredo in 1900 sind am selben Tag geboren und Bertolucci unterzog ihre parallel geschilderten Leben einem Vergleich.
In den Träumern kommt ein Zwillingspaar vor, ein Bruder und eine Schwester, die voneinander nicht loskommen. Aber auch Ereignisse innerhalb eines Films fanden oft in gewandelter Form zweimal statt. Manchmal enthielten die Bilder Spiegelungen, und Wirklichkeit und Einbildung bestanden nebeneinander. In Bertoluccis Universum war eben auch nichts einzigartig.

### Vergänglichkeit und Tod
In Bertoluccis Universum ist nichts fest. Menschen, Gesellschaften, Situationen und die Moral sind allmählichen Verwandlungen unterworfen und vergänglich. Großen Raum nehmen Alterung und körperlicher Verfall ein. Der Tod ist nicht ein brutal eintretender Endpunkt des irdischen Lebens, sondern innerhalb des Lebens präsent als eine in zahlreiche Fragmente zerstückelte Agonie, „ein langer, keuchender Schrei.“ Bertolucci zitierte den Ausspruch, Film zeige den Tod bei der Arbeit.
Grundlage aller Poesie sei das Vergehen von Zeit. In auffallend vielen Titeln seiner Filme kommt die Zeit vor, am offensichtlichsten in Vor der Revolution und 1900. Der Mond in La Luna ist für die Gezeiten verantwortlich. Es gibt den Letzten Tango und den Letzten Kaiser, und der Tod ist präsent in Todeskampf und La Commare Secca.

### Ödipale Konflikte mit Vaterfiguren
Seine Figuren unterliegen oft einem Determinismus und können der Vergangenheit nicht entkommen. Es sind zum Beispiel junge Menschen, die aus ihrer Familie und sozialen Klasse ausbrechen wollen, aber unweigerlich nach den Mustern der Vergangenheit leben. Ihnen steht eine männliche Autoritätsfigur gegenüber, die gemischte Gefühle hervorruft und die sie letztlich ablehnen. Die aufbegehrenden Söhne erringen nur vorübergehend Siege, die Strategien der Väter überdauern. Der Vatermord taucht als Motiv mehr oder minder offen in fast allen Filmen der ersten Schaffenshälfte auf.
Bertolucci hatte es in jungen Jahren mit mehreren Vaterfiguren zu tun, die auf sein Leben und Werk Einfluss hatten, von dem er sich befreien wollte. Sein Vater Attilio Bertolucci war ein in Italien bekannter Dichter. Zwar veröffentlichte Bernardo Bertolucci einen eigenen Gedichtband, doch blieb dieser sein einziges literarisches Werk. Er habe mit dem Vater wettstreiten wollen und dann gespürt, dass er den Kampf verlieren würde. Daher sei er auf ein anderes Gebiet ausgewichen, das Kino. Ein anderes Mal begründete er das Ende seiner dichterischen Arbeit damit, in Gedichten und in Filmen nicht dasselbe mitteilen zu wollen.
Die zweite Figur war Pier Paolo Pasolini. Er wohnte einige Jahre im selben Gebäude; der junge Bernardo war mit ihm befreundet und las ihm regelmäßig seine Gedichte vor; es entwickelte sich eine Beziehung wie zwischen Lehrer und Schüler. Diese setzte sich fort, als ihn Pasolini 1961 zu seinem Regieassistenten ernannte. Stilistisch blieb Pasolinis Einfluss bescheiden.
Die künstlerisch beherrschende Gestalt war der französische Filmregisseur Jean-Luc Godard. Die Filme aus Bertoluccis ersten zwei Jahrzehnten sind von einer ästhetischen und politischen Auseinandersetzung mit Godard und seinem Werk geprägt. Während er Godards Einfluss in Vor der Revolution und Partner feierte, verwirklichte er in der Strategie der Spinne einen eigenen Stil und schritt darauf im Film Der große Irrtum zum symbolischen Vatermord. Im Letzten Tango in Paris schließlich karikierte er Godards und seine eigene Kinomanie in der Figur des Jungfilmers Tom. Godard radikalisierte sich Ende der 1960er Jahre politisch wie filmästhetisch und stand Bertoluccis Hinwendung zu konventionelleren Großproduktionen ablehnend gegenüber.
Bertolucci nannte Ende der 1960er Jahre Pasolini und Godard als seine bevorzugten Regisseure, zwei große Poeten, die er sehr bewunderte, und daher habe er gegen beide anfilmen wollen. Denn um Fortschritte zu erzielen und um anderen etwas geben zu können, müsse man mit jenen kämpfen, die man am meisten liebe.

### Frauen als Nebenfiguren
Bertolucci thematisierte häufig die Unterdrückung von Söhnen durch Väter beziehungsweise durch das Patriarchat.  Im Mittelpunkt des narrativen und emotionalen Geschehens stehen männliche Figuren, während die weiblichen Rollen Ableitungen männlicher Ängste und Hassgefühle sind. Es sind oft niedere oder gar destruktive Rollen, die meist eine sexualisierte Funktion innerhalb der Erzählung einnehmen. An der Figur Caterina in La Luna offenbarte Bertolucci seine Sicht, dass sich kreative Arbeit und Muttersein nicht erfolgreich vereinbaren lassen. Die Frauen haben in der Regel keine intellektuellen Interessen und leben für Instinkte und sinnliches Vergnügen. Es sind die männlichen Figuren, die leiden und diese Leiden geistig verarbeiten.

## Filmische Laufbahn

### Anfangsjahre (bis 1969)
Die ersten Jahre seines filmischen Schaffens waren geprägt von der Suche nach einem eigenen Stil und eigenen Themen. Im Alter von nur 21 Jahren erhielt Bertolucci überraschend die Gelegenheit, einen ersten Film zu drehen. Nach dem Erfolg von Pasolinis Film Accattone war der Produzent darauf aus, eine seiner Kurzgeschichten zu verfilmen. Da sich Pasolini bereits dem Projekt Mamma Roma zugewandt hatte, beauftragte der Produzent mit der Ausarbeitung des Stoffes zu einem Drehbuch einen anderen Autor und Bertolucci, dem das dargestellte Milieu römischer proletarischer Kleinkrimineller fremd war. Dennoch bemühte er sich, den Erwartungen des Produzenten nach einem „pasolinesken“ Produkt gerecht zu werden. Nach Fertigstellung bot ihm der Produzent auch die Regie an. Bertolucci versuchte, La Commare Secca (1962) zu „seinem“ Film zu machen durch einen eigenen Stil, der von Pasolini unbeeinflusst sei. Besonders auffällig sind die zahlreichen Kamerafahrten, von denen der mitwirkende Kameramann behauptete, er hätte noch in keinem Film so viele durchzuführen gehabt.
In dieser Zeit sah er sich nie ganz dem italienischen Kino zugehörig; näher stand er der französischen Kinematografie, die er am interessantesten fand. Mit der Presse sprach er bevorzugt auf Französisch, weil es die Sprache des Kinos sei. Bei seinem zweiten Film Vor der Revolution (1964), produziert von einem filmbegeisterten Mailänder Industriellen, konnte er ein eigenes, persönliches Thema behandeln: die Schwierigkeit eines Intellektuellen bürgerlicher Herkunft, gleichzeitig Marxist und für die proletarischen Massen da zu sein, die Angst, auf das eigene Milieu zurückgeworfen zu werden, weil die Wurzeln so stark seien. Er habe für diese Angst vor der eigenen Feigheit noch keine Lösung gefunden, erklärte er später, die einzige Möglichkeit sei, sich der Dynamik und „unglaublichen Vitalität“ des Proletariats anzuschließen, der echten revolutionären Kraft auf der Welt. Der Stil verrät stilistische Einflüsse von Godard und Antonioni. Das Werk wurde in Italien kaum aufgeführt und erntete dort meist ablehnende Kritiken, während das Echo der internationalen Filmkritik besser war. Beim Dreh begegnete er erstmals Vittorio Storaro, der als Kameraassistent mitwirkte. Storaro hatte den Eindruck, dass Bertolucci ein ungeheures Wissen hatte, besonders für jemanden in seinem Alter, jedoch auch viel Überheblichkeit zeigte.
In den folgenden Jahren lehnte Bertolucci immer wieder Angebote ab, Italowestern zu drehen. Er wollte keine Kompromisse eingehen und nicht wie manch anderer Regisseur Filme drehen, an die er nur halb glaubte. So vergingen mehrere Jahre, ohne dass er einen langen Spielfilm verwirklichen konnte. Aus dieser Zeit zu verzeichnen sind lediglich die Mitarbeit am Drehbuch von Spiel mir das Lied vom Tod, eine Fernsehdoku über den Öltransport sowie der Kurzfilm Todeskampf, ein Beitrag zum Episodenfilm Liebe und Zorn.
Das filmische Ideal, das er in den 1960er Jahren verfolgte, war ein Kino, das vom Kino handelte, die eigene Sprache reflektierte und erneuerte, im Geiste Godards. Die Filme sollten sich ihrer selbst bewusst sein und das Publikum, das von Film nichts verstehe, lehren. Seine Drehbücher verfasste er damals zusammen mit Gianni Amico, mit dem er die Weltanschauung teilte und der ihn in einer cinéphilen, experimentellen, das gewöhnliche Publikum wenig berücksichtigenden Arbeitsweise bestärkte. So entstand auch Partner, wo er inhaltlich und formal Godard imitierte. Der wirre Film stieß auf wenig Verständnis; recht bald distanzierte er sich vom „neurotischen“, „kranken“ Nebenwerk. Später fand er, dass seine intensive Beschäftigung mit Filmsprache ihn zu stilistischer Arroganz verleitet hatte und dass er nach Partner ein großes Verlangen nach Publikum für seine Filme verspürte. Er stürzte in eine tiefe Depression und begann 1969 eine Psychoanalyse.
Diese wurde zu einem kreativen Motor und half ihm, sich von den „kranken Theorien“, wie er sie nannte, zu befreien, die sein frühes Schaffen stilistisch geprägt haben. Zwischen der Analyse und der Arbeit bestand eine Ersatzbeziehung: „Wenn ich einen Film drehe, fühle ich mich wohl und brauche keine Analyse.“ Eine erste Frucht seiner neuen Methode war Die Strategie der Spinne, die er 1969 fürs italienische Fernsehen drehte. Erstmals war Vittorio Storaro für das Licht verantwortlich; Bertolucci sollte fortan für über zwei Jahrzehnte mit ihm arbeiten und sie verband eine enge Freundschaft. Die beiden entwickelten eine unverwechselbare Bildsprache, Bertoluccis spezifischer visueller Stil kam erstmals unverfälscht von Godards Einfluss zur vollen Entfaltung. Dabei befasste er sich mit seinen bevorzugten Themen wie der Verknüpfung von Geschichte und Geschichtsschreibung mit der Gegenwart, dem Ringen des Sohnes mit dem Vater, gespaltenen Identitäten, Faschismus und Widerstand.

### Internationale Großproduktionen (1970–1976)
Mit dem Großen Irrtum, auch bekannt als Der Konformist, betrat Bertolucci die Bühne der internationalen Großproduktionen. Der Film wurde in Frankreich und Italien in geschichtlichen Kulissen aufwendig gedreht, mit dem Star Jean-Louis Trintignant in der Hauptrolle. Wieder lotete er Italiens faschistische Vergangenheit aus und konstruierte einen psychosexuellen Erklärungsansatz für das Handeln der Hauptfigur. Das Werk zeichnet sich durch eine zeitlich fragmentierte Handlung und einen visuellen Stil aus, der inhaltliche Aussagen mit Hilfe des eingesetzten Lichts unterstreicht. Der große Erfolg etablierte Bertolucci als Filmemacher von Weltrang. Mit dem Großen Irrtum begann Bertoluccis Zusammenarbeit mit Franco Arcalli, die bis zu dessen Tod 1978 andauerte. Dank Arcalli erkannte er, dass er mit dem Schnitt neue Sichtweisen gewinnen kann. Da er Arcalli als stimulierend und ideenreich erlebte, der Schnitt gleichsam zu einer Revision des Drehbuchs geriet, avancierte Arcalli auch zum Drehbuchautor.
Einen weiteren Höhepunkt erreichte Bertolucci mit dem Drama Der letzte Tango in Paris (1972), mit Marlon Brando in der Hauptrolle. Der nur vordergründig unpolitische Film schildert den Daseinsschmerz eines Mannes im mittleren Alter und sein Leiden an der Unterdrückung des Lustprinzips in der westlichen Kultur. Wegen seiner drastischen, unverblümten Darstellung von Sex war der Film ein beherrschendes Gesprächsthema. Die Skandalisierung und Zensurversuche bewirkten einen enormen Kassenerfolg, in den USA blieb er auf Jahre hinaus der einträglichste europäische Film.
Mit diesen Erfolgen im Rücken konnte Bertolucci ein Vorhaben in Angriff nehmen, das oft als größenwahnsinnig beschrieben wird: die Erzählung eines halben Jahrhunderts italienischer Geschichte in dem über fünfstündigen 1900. Von den US-amerikanischen Filmstudios war der Film auf sieben Millionen US-Dollar veranschlagt, und am Ende kostete er über acht Millionen. Obwohl ganz in Italien angesiedelt, werden mehrere Rollen von internationalen Stars gespielt, darunter Burt Lancaster, Gérard Depardieu, Donald Sutherland, Dominique Sanda und Robert De Niro. Es ist ein Hohelied auf die bäuerliche Schicht und auf den Kommunismus. Der Film überraschte die Kritik mit seiner konventionellen Form; Bertolucci wählte bewusst eine ans Massenkino angelehnte einfache und emotionale Filmsprache, um seine Botschaft breiter streuen zu können.
Wegen des politischen Gehalts wollten die Studios 1900 in den Vereinigten Staaten nicht wie vorgesehen in den Vertrieb nehmen. Um die zu veröffentlichende Fassung kam es zu einem auch gerichtlich ausgetragenen Streit zwischen Bertolucci, dem Produzenten Grimaldi und den Studios. Diese setzten für die US-Version starke Kürzungen durch, werteten den Film dort kaum aus, und bei der US-Kritik stieß das Werk als Propaganda auf völlige Ablehnung. In Europa lief es nur leicht gekürzt. Bertolucci erkannte später den Widerspruch zwischen den kapitalistischen, multinationalen Produktionsbedingungen und der naiven, lokal verwurzelten utopischen Vision.

### Kleinere Produktionen (1977–1982)
Mehrere geplante Filmprojekte, darunter die Verfilmung von Dashiell Hammetts Roman Red Harvest, scheiterten daran, dass er Produzenten nicht von ihnen überzeugen konnte. Er wollte seinen ersten amerikanischen Film auf Basis eines Klassikers der US-Literatur machen.
Das Projekt kam für ihn nur als politischer Film infrage, die amerikanischen Produzenten hatten jedoch kein Verständnis für seine Lesart des Romans. Bei der Dimensionierung seiner nächsten beiden Filmprojekte musste Bertolucci viel bescheidener sein. Das Drama La Luna (1979) um eine inzestuöse Mutter-Sohn-Beziehung entstand mit einem wesentlich kleineren Budget und wenigen Darstellern. Gedreht wurde vor allem in Rom, teilweise auch in Parma und New York, und in den Hauptrollen ist es mit US-amerikanischen Darstellern besetzt. Bertolucci hat darauf hingewiesen, dass es in diesem Werk kein ständiges Fragen nach dem Wesen von Film und Kino mehr gibt; La Luna schäme sich nicht des Vergnügens. Doch genau dieses Beharren auf einem konventionellen, konsumierbaren Erzählstil enttäuschte die Kritik. Noch stärker auf seine Heimatregion um Parma konzentriert blieb er in der Tragödie eines lächerlichen Mannes (1981), wo er die nebulöse politische Lage in Italien in den Vordergrund rückte. Bis auf Anouk Aimée mit Italienern besetzt und in italienischer Sprache, war es innerhalb des Vierteljahrhunderts seiner Zusammenarbeit mit Storaro der einzige Streifen, für den er einen anderen Kameramann beizog. Dem metafilmischen Diskurs ließ er so viel Raum wie seit Partner nicht mehr und verweigerte dem Publikum eine nachvollziehbare Handlung und die Identifikation mit einer Figur. Das Werk rief bei der Kritik sehr unterschiedliche Bewertungen hervor – einige stellten eine resignative Haltung fest – und fand beim Publikum kaum Beachtung. Manche Filmpublizisten, die sein ganzes Werk überblicken, meinen, die Tragödie sei das möglicherweise am meisten unterschätzte Werk Bertoluccis.

### Andere Kulturkreise (1983–1993)
Zu Beginn der 1980er Jahre zeigte sich Bertolucci sehr enttäuscht von Italien und dem politischen System. Er verlor auch das Interesse an der Gegenwart. Das führte ihn auf die Suche nach etwas ganz anderem und die Besonderheiten nicht-westlicher Kulturen. Als Ergebnis drehte er, wieder mit Storaro, drei Filme, in denen er seine Themen vor dem Hintergrund Chinas, Nordafrikas und des Buddhismus behandeln konnte. Diese drei Filme haben gemein, dass der Regisseur gegenüber Vaterfiguren versöhnlicher geworden war, die nun als Lehrer und Weise erschienen. Das erste Projekt war Der letzte Kaiser (1987), bei dem er als cineastischer Marco Polo das Leben des letzten chinesischen Kaisers Pu Yi nachzeichnete – zum ersten Mal hatte es die chinesische Regierung einer westlichen Filmproduktion erlaubt, in der Verbotenen Stadt zu drehen. Mit seinem Erfolg bei Kritik und Publikum stellt das mit Auszeichnungen überhäufte Geschichtsdrama einen weiteren Höhepunkt in Bertoluccis Schaffen dar. Der darauffolgende Film Himmel über der Wüste (1990) führte ihn nach Marokko und in die Sahara und ist mit den Stars Debra Winger und John Malkovich besetzt. Er handelt von einem Paar, das vor der westlichen Zivilisation flüchtet und in der Begegnung mit dem Fremden und der Sahara seine Identität verliert. Die Kritik war sich nicht einig, wie gut Bertolucci Themen und Figuren des Romans von Paul Bowles getroffen hat; doch selbst einige der negativen Kritiken bescheinigten dem Werk, sein Blick auf die Landschaften und Städte Nordafrikas sei sinnlich und überwältigend.
Die dritte der „exotischen“ Produktionen ist Little Buddha aus dem Jahr 1993, mit dem sich Bertolucci an Kinder jeden Alters wenden wollte. Es ergründet Buddhismus und Reinkarnation. Viele Kritiker empfanden das Werk als zu einfach und vermissten die Vielschichtigkeit seiner bisherigen Werke. Es war sein erster Film, der nicht um einen Konflikt politischer, psychologischer oder zwischengeschlechtlicher Art gebaut ist. Der Regisseur bezeichnete sich als skeptischen Amateur-Buddhisten, als nur an der ästhetischen und poetischen Seite dieser Philosophie interessiert. Nach dem Untergang der kommunistischen Utopie des gewohnten Raums für Träume verlustig gegangen, fand er im Buddhismus ein neues inspirierendes Feld. Die Umstellung sei ihm leichtgefallen, denn der Buddhismus habe mit Marx und Freud gemein, dass sie alle nicht Gottheiten, sondern den Menschen in den Mittelpunkt stellen.

### Spätwerk (ab 1994)
Als er die fünfzig überschritten hatte, waren Konflikte mit Vaterfiguren kein wichtiger Bestandteil mehr. Die Themen seiner früheren Filme kommen in Gefühl und Verführung (1995) zwar in Gestalt melancholisch zurückgezogener 68er vor, doch die Hauptfigur ist ein junges unerfahrenes Mädchen. Sein nächstes Werk, das Kammerspiel Shandurai und der Klavierspieler (1998), fand bei der Kritik viel Zustimmung, doch in Deutschland zunächst keinen Verleih. Es gelangte erst in die Kinos, als das Interesse an Bertolucci mit dem kommerziellen Erfolg der Träumer 2003 wieder erwachte. Die Träumer sind drei junge Menschen, die in Paris 1968 eine Dreierbeziehung leben und sich von den Ereignissen auf der Straße abkapseln. Bertoluccis Spätwerke ernteten bei einem Teil der Kritik den Vorwurf, Film gewordene Altherrenfantasien zu sein, bei denen er sich an den Körpern junger Frauen delektierte.
Nach den Träumern konnte er fast zehn Jahre lang keinen weiteren Film vollenden. Das Projekt Bel Canto, die Verfilmung des gleichnamigen Romans von Ann Patchett über eine Geiselnahme in Südamerika, musste auf unbestimmte Zeit verschoben werden. 2007 wandte er sich einem anderen Vorhaben zu, einem Drama über den italienischen Musiker Carlo Gesualdo, der im 16. Jahrhundert lebte und mordete. Erst 2012 wurde mit Ich und Du (Io e te) seine erste Spielfilmregiearbeit nach zehn Jahren Pause außer Konkurrenz bei den Filmfestspielen von Cannes uraufgeführt. Im Frühjahr 2018 bekundete Bertolucci, er wolle einen Film über die Liebe und damit verbundene Kommunikationsprobleme drehen, allerdings kam es nicht mehr dazu.

## Filmografie
→ Erweiterte Filmografie
- 1962: La Commare Secca
- 1964: Vor der Revolution (Prima della rivoluzione)
- 1968: Partner
- 1969: Todeskampf (Agonia), Episode aus Liebe und Zorn (Amore e rabbia)
- 1970: Die Strategie der Spinne (La strategia del ragno)
- 1970: Der große Irrtum (Il conformista)
- 1972: Der letzte Tango in Paris (Ultimo tango a Parigi)
- 1976: 1900 (Novecento)
- 1979: La Luna
- 1981: Die Tragödie eines lächerlichen Mannes (La tragedia di un uomo ridicolo)
- 1987: Der letzte Kaiser (The Last Emperor)
- 1990: Himmel über der Wüste (The Sheltering Sky)
- 1993: Little Buddha
- 1996: Gefühl und Verführung (Stealing Beauty)
- 1998: Shandurai und der Klavierspieler (L’assedio)
- 2003: Die Träumer (I sognatori)
- 2012: Ich und Du (Io e te)

Darüber hinaus hat Bertolucci einige Kurz- und Dokumentarfilme gedreht.

## Auszeichnungen

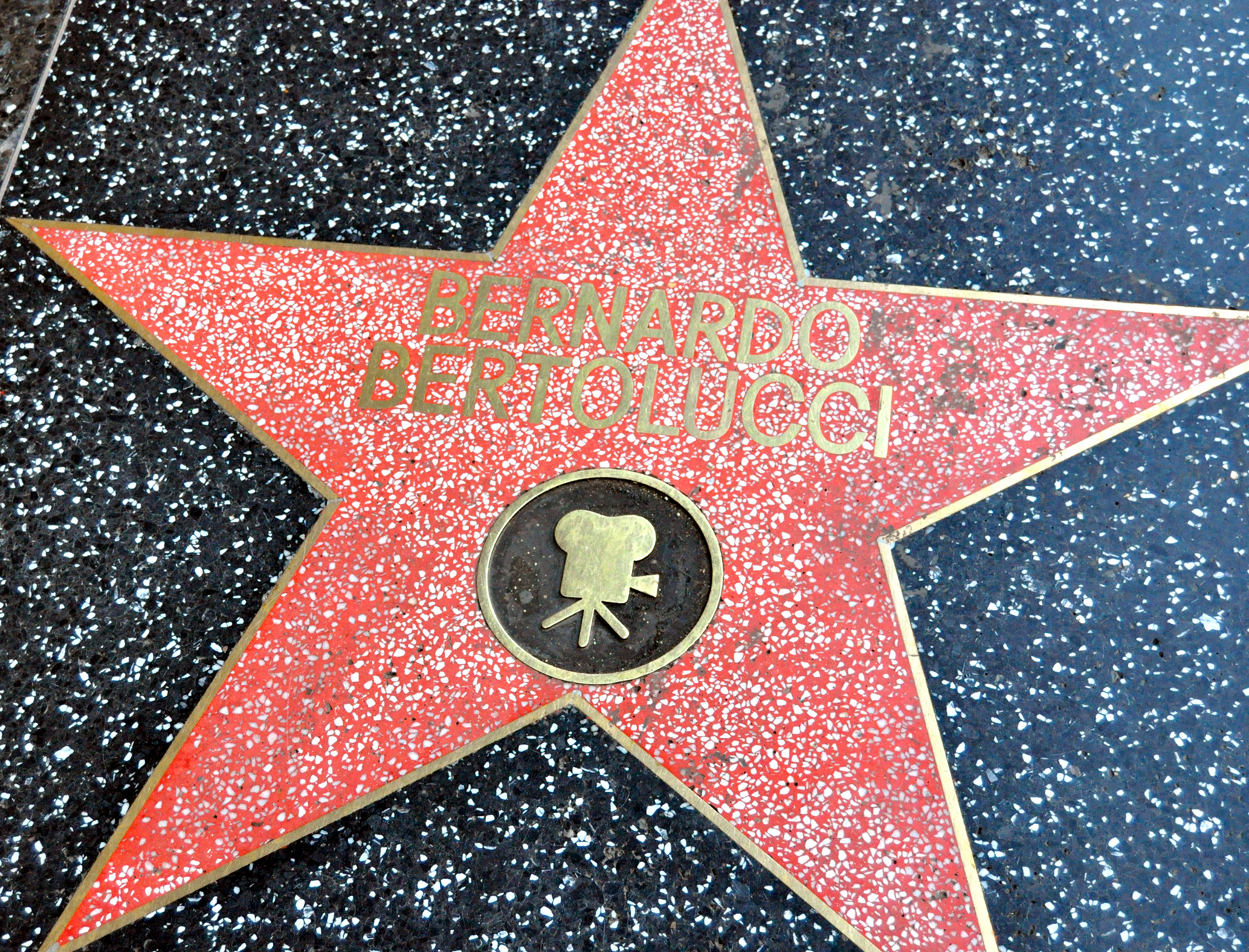
Bernardo Bertoluccis Stern auf dem Hollywood Walk of Fame

Neben dem 1962 gewonnenen Premio Viareggio für seinen Gedichtband In cerca del mistero (Bestes Erstlingswerk) erhielt Bertolucci im Laufe seiner Karriere 49 Film- und Festivalpreise, darunter zwei Oscars und zwei Golden Globe Awards für Der letzte Kaiser. Für 32 weitere Auszeichnungen war er nominiert.
Eine Auswahl der gewonnenen Preise und Auszeichnungen, inklusive einiger Nominierungen:
Filme
- 1970: Interfilm-Preis (Lobende Erwähnung) bei den Internationalen Filmfestspielen Berlin für Der große Irrtum
- 1970: Sutherland Trophy des British Film Institute für Der große Irrtum
- 1971: National Society of Film Critics Award für Der große Irrtum (Beste Regie)
- 1972: Oscar-Nominierung für Der große Irrtum (Bestes adaptiertes Drehbuch)
- 1973: Nastro d’Argento für Der letzte Tango in Paris (Beste Regie)
- 1974: Golden-Globe-Nominierung für Der letzte Tango in Paris (Beste Regie)
- 1974: Oscar-Nominierung für Der letzte Tango in Paris (Beste Regie)
- 1977: Bodil für 1900 (Bester europäischer Film)
- 1988: César für Der letzte Kaiser (Bester ausländischer Film)
- 1988: Zwei David di Donatello für Der letzte Kaiser (Beste Regie, Bestes Drehbuch – gemeinsam mit Mark Peploe)
- 1988: Directors Guild of America Award für  Der letzte Kaiser (Beste Spielfilmregie)
- 1988: Europäischer Filmpreis für Der letzte Kaiser (Spezialpreis der Jury)
- 1988: Gilde-Filmpreis für Der letzte Kaiser (Bester ausländischer Film)
- 1988: Zwei Golden Globe Awards für Der letzte Kaiser (Beste Regie, Bestes Drehbuch – gemeinsam mit Mark Peploe)
- 1988: Nastro d’Argento für Der letzte Kaiser (Beste Regie)
- 1988: Zwei Oscars für Der letzte Kaiser (Beste Regie, Bestes adaptiertes Drehbuch – gemeinsam mit Mark Peploe)
- 1989: British Academy Film Award für Der letzte Kaiser (Bester Film – gemeinsam mit Jeremy Thomas)
- 1989: Kinema-Jumpō-Preis für Der letzte Kaiser (Bester fremdsprachiger Film)
- 1991: Golden-Globe-Nominierung für Himmel über der Wüste (Beste Regie)
- 1994: Goldene Kamera für Little Buddha (Film – International)
- 1998: Freedom of Expression Award des National Board of Review (für die Veröffentlichung des Director’s Cut von Der letzte Kaiser)
- 2013: Nastro d’Argento für Ich und Du (gemeinsam mit dem übrigen Filmstab)

Gesamtwerk
- 1997: Ehrenleopard des Filmfestivals von Locarno
- 1998: British Film Institute Fellowship
- 2007: Goldener Ehrenlöwe der Filmfestspiele von Venedig (als „vielleicht berühmtester italienischer Regisseur der Gegenwart, und einer der wichtigsten und einflussreichsten in der Geschichte des Kinos“[79])
- 2008: Stern auf dem Hollywood Walk of Fame (offizielle Einweihung im November 2013 am 6925 Hollywood Blvd.[80])
- 2011: Ehrenpalme der Filmfestspiele von Cannes
- 2012: Europäischer Filmpreis für ein Lebenswerk

## Filminterviews
- 2013 hatte der Dokumentarfilm Bertolucci on Bertolucci von Walter Fasano und Luca Guadagnino auf dem Filmfestival in Venedig Premiere. Der Film beruht auf Interviews, die Bertolucci im Lauf von 50 Jahren gegeben hat.

- Bernardo Bertolucci: Der Regisseur, der gerne mit jungen Menschen dreht. Gespräch mit Video-Einspielungen, Frankreich, Deutschland, 2013, 43:30 Min., Moderation: Vincent Josse, Produktion: arte, Reihe: Square, Erstsendung: 27. Oktober 2013 bei arte.[81]